# رویه قضایی
رویهٔ قضایی به شکل کلی تصمیم مکرر قضایی گفته می‌شود. رویه قضایی به لحاظ معنوی یا الزام قانونی مبنای حکم مرجع قضایی است. رویهٔ قضایی جزو منابع حقوق در اکثر نظام‌های حقوقی است، ولی نقش آن در نظام حقوقی کامن لا پررنگ‌تر است.
در سلسله مراتب منابع حقوق پس از قانون و عرف، سومین منبع رویه قضائی است. بدیهی است هر قانونگذاری در پیش‌بینی تمامی روابط افراد جامعه ناتوان است بنابراین نمی‌توان در قوانین جامعه کلیه راه‌حل‌های قانونی را ملاحظه نمود. دادرسان از طریق انطباق قواعد موجود با واقعیت‌های خارجی این نقیصه را مرتفع می‌نمایند.
منظور از رویه قضائی در معنی مطلق مجموع آراء دادگاه‌ها و در معنی خاص روش یکسان دادگاه‌ها یا دسته‌ای از آنها در مورد مسئله حقوقی معین و تکرار آن به‌صورتی می‌باشد که بتوان گفت در صورت مواجه شدن با مورد مشابه همان روش اتخاذ خواهد می‌شود.
به عبارتی رویه قضائی را می‌توان عرف دادگاه‌ها نامید.
با آنکه دادرس ملزم به تبعیت از نظری که در مورد خاص قبلاً اتخاذ کرده نمی‌باشد، مع‌هذا بدیهی است به علل روانی و اجتماعی از نظر مزبور در دادرسی‌های مشابه و بعدی پیروی می‌نماید. همچنین است در مورد تبعیت از نظر دادگاه‌های عالی؛ لذا می‌توان گفت که عنصر اصلی رویه قضائی رای موردی دادگاه‌ها می‌باشد و ایجاد آن را می‌توان ناشی از عوامل روانی و اجتماعی و عوامل مربوط به طبقه‌بندی و درجات دادگاه‌ها دانست. گرچه گروهی بر این عقیده‌اند که چون قوه قضائیه نباید در ایجاد قاعده حقوقی که در صلاحیت و از وظایف خاص قوه مقننه است دخالت کند و اعتبار آراء دادگاه‌ها را نسبی می‌دانند؛ لذا رویه قضائی نمی‌تواند جزء منابع حقوق به‌صورت مستقیم فهرست شود، لیکن باید توجه نمود پذیرفته شدن رویه در عرف و بسیاری موارد آراء و همچنین آراء وحدت رویه قضائی صادره از دیوان عالی کشور (که برای سایر دادگاه‌ها رعایت آن الزامی است) در واقع به اعتباری می‌تواند به‌عنوان قاعده حقوقی تلقی شود.
دخالت رویه قضائی در ایجاد قاعده حقوقی غالباً در موارد نقض یا سکوت یا اجمال یا بالاخره تناقض در قانون می‌باشد و نهایتاً باید پذیرفت که رویه قضائی جایی در سلسله مراتب منابع حقوق دارد.
در ادبیات حقوق ایران عبارت «رویهٔ قضایی» به دو معنا به کار می‌رود؛ یکی در معنای خاص که منظور آرای وحدت رویهٔ دیوان عالی کشور است و دیگری در معنای عام که منظور تصمیمات قضایی مکرر است.
1. عوامل روانی و اجتماعی
2. عوامل ناشی از طبقه‌بندی و درجهٔ دادگاه‌ها

## موارد دخالت رویهٔ قضایی در قانون
دادگاه‌ها در چهار مورد زیر ناچارند به عرف و رویهٔ قضایی رجوع کنند:
1. نقض قانون
2. سکوت قانون
3. اجمال قانون
4. تناقض قوانین

## انواع تفسیر قانون
چهار منبع برای تفسیر قانون هست که عبارتند از:
1. تفسیر قانونی: که از سوی خود قانون‌گذار انجام می‌شود.
2. تفسیر قضایی: که از سوی قضات دادگاها انجام می‌گیرد
3. تفسیر شخصی: خواه حقوقدان باشد مانند ناصر کاتوزیان، خواه غیر حقوقدان باشد مثل یک دانش آموز عادی
4. تفسیر اداری: تفسیر مقام تصویب کننده آئین‌نامه‌ها

تفسیر قضایی به معنای خاص، تفسیر قانونی و تفسیر اداری حجت اند برخلاف تفسیر قضایی به معنای عام که همان رویه قضایی بین دادگاه‌ها است و تفسیر شخصی که این دو مورد حجت و قابل استناد نیستند